# Listă de reviste din Statele Unite ale Americii
Aceasta este o listă cu revistele din Statele Unite ale Americii
Reviste de știri:
- Time
- U.S. News & World Report
- Newsweek

Reviste de afaceri:
- Barron's
- BusinessWeek
- Forbes
- Fortune

Reviste de interes general:
- AARP The Magazine
- AARP Bulletin
- People
- Reader's Digest
- The New Yorker
- Vanity Fair

Reviste de știință pentru publicul larg:
- American Scientist
- Discover
- National Geographic
- Popular Mechanics
- Popular Science
- Scientific American
- Wired

Reviste de știință de specialitate:
- Proceedings of the National Academy of Sciences (PNAS)
- Physical Review
- Physical Review Letters
- Reviews of Modern Physics
- Science

Reviste mondene:
- Cosmopolitan
- O, The Oprah Magazine
- Vogue

Reviste de sport:
- Flex
- Sports Illustrated

Reviste erotice:
- Playboy

Reviste defuncte:
- Life

Lista revistelor după tirajul exemplarelor distribuite în Statele Unite în anul 2007:
| Publicație               | Tiraj      | Proprietar                          |
| ------------------------ | ---------- | ----------------------------------- |
| AARP The Magazine        | 24.204.313 | AARP                                |
| AARP Bulletin            | 23.567.607 | AARP                                |
| Reader's Digest          | 9.684.759  | Ripplewood Holdings Company         |
| National Geographic      | 5.051.999  | National Geographic Society         |
| People                   | 3.676.499  | Time Warner                         |
| Time                     | 3.374.505  | Time Warner                         |
| Sports Illustrated       | 3.231.969  | Time Warner                         |
| Newsweek                 | 3.124.059  | The Washington Post Company         |
| Cosmopolitan             | 2.909.332  | Hearst Corporation                  |
| Playboy                  | 2.790.300  | Playboy Enterprises, Inc.           |
| O, The Oprah Magazine    | 2,420,940  | Oprah Winfrey și Hearst Corporation |
| U.S. News & World Report | 2.036.185  | Mortimer B. Zuckerman               |
| Popular Science          | 1.379.637  | Bonnier Magazine Group              |
| Vogue                    | 1.287.561  | Condé Nast Publications             |
| Popular Mechanics        | 1.232.138  | Hearst Corporation                  |
| Vanity Fair              | 1.157.653  | Condé Nast Publications             |
| The New Yorker           | 1.065.893  | Condé Nast Publications             |
| Forbes                   | 894.886*   | Forbes                              |
| Discover                 | 870.000*   | Bob Guccione Jr.                    |
| Fortune                  | 857.309*   | Time Warner                         |
| Wired                    | 706.000**  | Condé Nast Publications             |

- (*) - Tiraj în anul 2005
- (**) - Tiraj în anul 2008